# Religion à Malte
Les religions à Malte sont représentées majoritairement par le catholicisme romain pratiqué par 93,89 % de la population (forte d'environ 500 000 Maltais). Le reste de la population se partage entre l'anglicanisme représenté presque exclusivement par des résidents et retraités britanniques, l'islam pour beaucoup de résidents étrangers et des petites communautés protestante réformées, luthériennes, évangéliques et baptistes, grecques orthodoxes, juives, de l'église de Jésus-Christ des saints des derniers jours ou encore témoins de Jéhovah.
La constitution de Malte prévoit la liberté religieuse mais déclare le catholicisme comme religion d'État.
Il existe à Malte des écoles religieuses qui rendent obligatoire l'enseignement du catholicisme. Dans les écoles publiques, la religion catholique est une matière d'enseignement facultative. Dans toutes les salles de classe doit être présent un crucifix.

## Religion chrétienne

### Catholicisme romain
Le pape Jean-Paul II a fait deux visites apostoliques à Malte, en 1990 et 2001.
Lors de ce deuxième voyage, il a procédé à trois béatifications.
Le pape Benoît XVI a également fait le voyage à Malte pour célébrer l'anniversaire du voyage de Paul à Malte.

## Religion musulmane

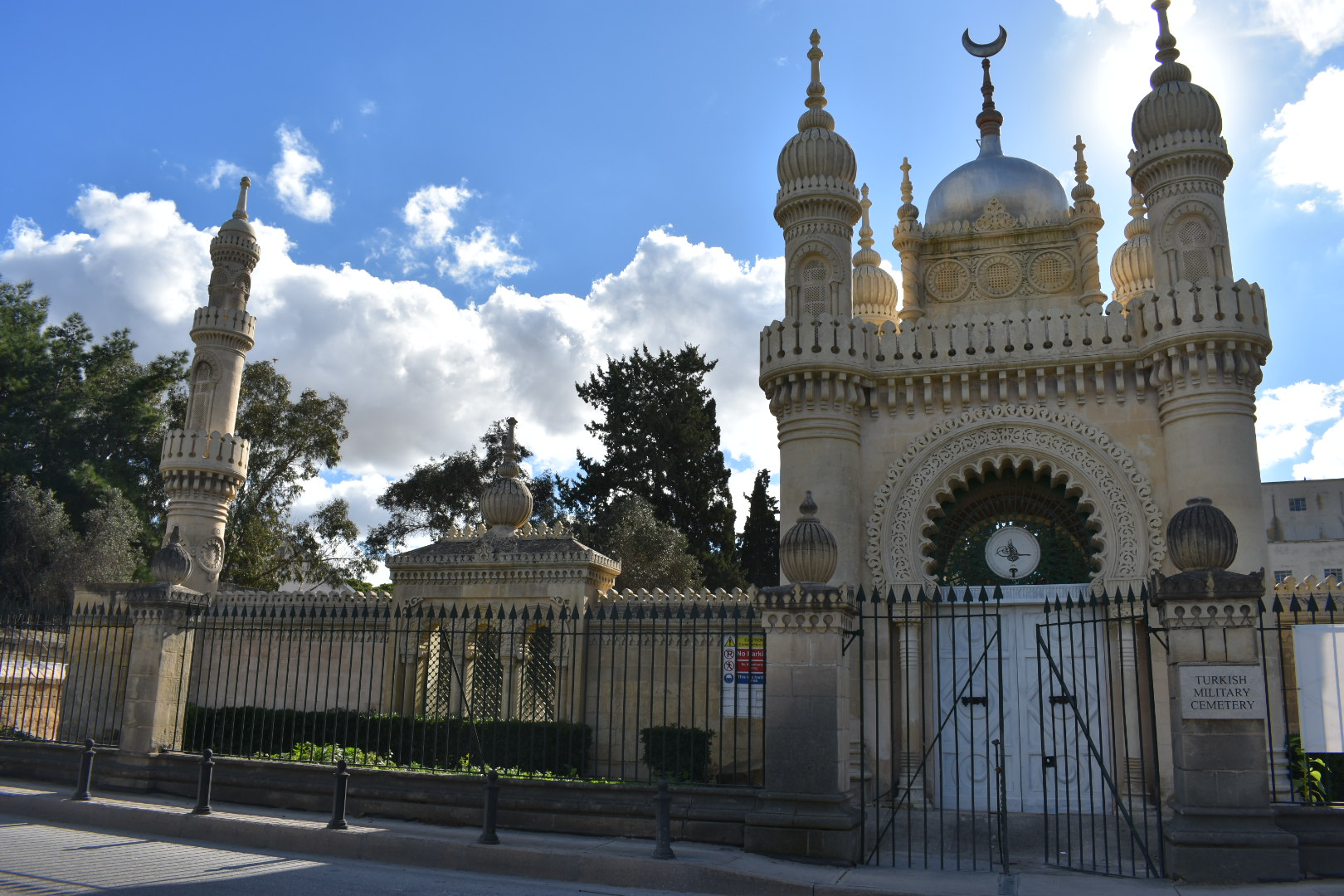
Le cimetière militaire turc.

## Religion juive
- Histoire des Juifs à Malte
- Le Juif de Malte (Christopher Marlowe, 1589-1590)

## Autres religions
- Gozo : Karmni Grima (en) (1838-1922), Blessed Virgin of Ta' Pinu (en), Frenċ tal-Għarb (en)